# Houstonia
Houstonia es un género con 120 especies de plantas con flores del orden de las Gentianales de la familia de las Rubiaceae.
Es nativo de Centroamérica y Norteamérica.

## Especies seleccionadas
| - Houstonia acerosa - Houstonia angustifolia - Houstonia caerulea - Houstonia calycosa - Houstonia canadensis - Houstonia ciliolata - Houstonia setiscaphia - Houstonia correllii - Houstonia croftiae - Houstonia filifolia - Houstonia floridana - Houstonia humifusa - Houstonia lanceolata - Houstonia longifolia - Houstonia micrantha - Houstonia minima - Houstonia montana - Houstonia mullerae - Houstonia nigricans | - Houstonia ouachitana - Houstonia parviflora - Houstonia patens - Houstonia polypremoides - Houstonia procumbens - Houstonia pulvinata - Houstonia purpurea - Houstonia pusilla - Houstonia pygmaea - Houstonia rigidiuscula - Houstonia rosea - Houstonia rotundifolia - Houstonia rubra - Houstonia salina - Houstonia serpyllifolia - Houstonia subviscosa - Houstonia tenuifolia - Houstonia tenuis - Houstonia wrightii |

## Taxonomía
Houstonia fue descrita por Carlos Linneo y publicado en Species Plantarum 1: 105, en el año 1753. La especie tipo es: Houstonia caerulea L.
Sinonimia
- Poiretia J.F.Gmel. (1791).
- Panetos Raf. (1820).
- Chamisme Nieuwl. (1915).[3]